# 莎阿南
莎阿南，或称莎亚南、沙亚南，是马来西亚雪兰莪州的首府，隶属于莎亚南市政厅。其面积为290.3平方公里，人口于2016年为723,890。该市北临瓜拉雪兰莪和士拉央，东临八打灵再也和梳邦再也，南临万津，西临巴生市。和其他巴生谷城市相比，莎亚南的华人较少，并以广府人和说广东话为主，市辖区内有一定数量的华人区域包括实达阿南（Setia Alam）、哥打哥文宁（Kota Kemuning）、梳邦（Subang，新村区）、双溪毛糯（Sungai Buloh，新村区）、太子园（Taman Sri Muda）和美佳园（Taman Alam Megah）。

## 新聞
2006年10月19日，一名蒙古女郎阿尔丹杜雅·沙丽布（Altantuya Shaaribuu）在莎阿南区偏僻处，遭人使用C4炸药杀害，或先被杀害后再用C4炸药毁尸灭迹。

## 交通
莎阿南周边有非常发达的公路网，联邦大道（Federal highway）将其同马来西亚首都吉隆坡相连，此外，外地人也能以牙直利大道（Guthrie Corridor）、沙亚南大道（Kesas）、新巴生河流域大道（NKVE）到达莎阿南，因此交通十分方便。

## 区

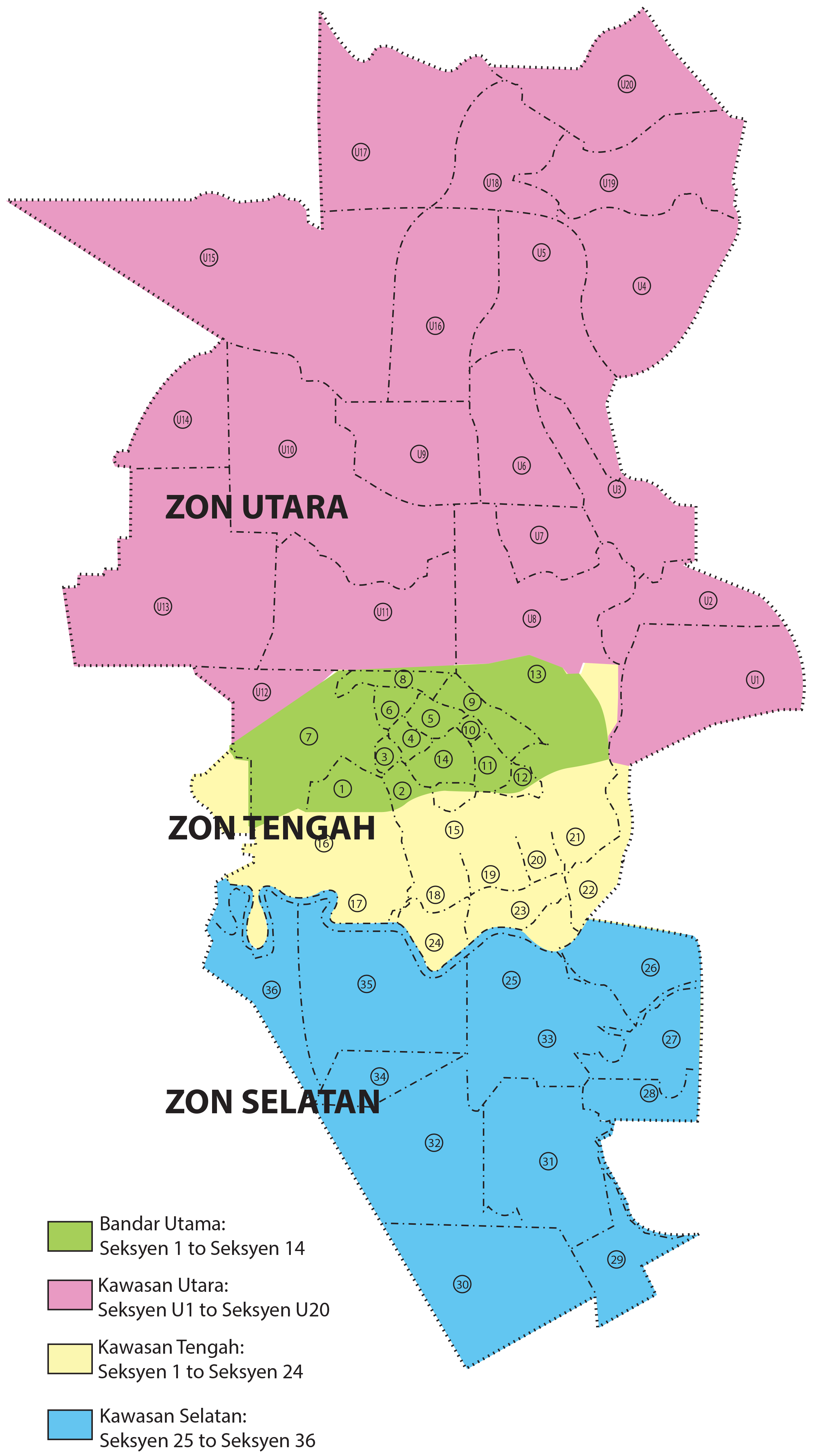
莎亚南各区

莎亚南共有56个区。

## 友好城市
- 印度尼西亞泗水
- 河南